# Gábor Ugron (Politiker, 1880)

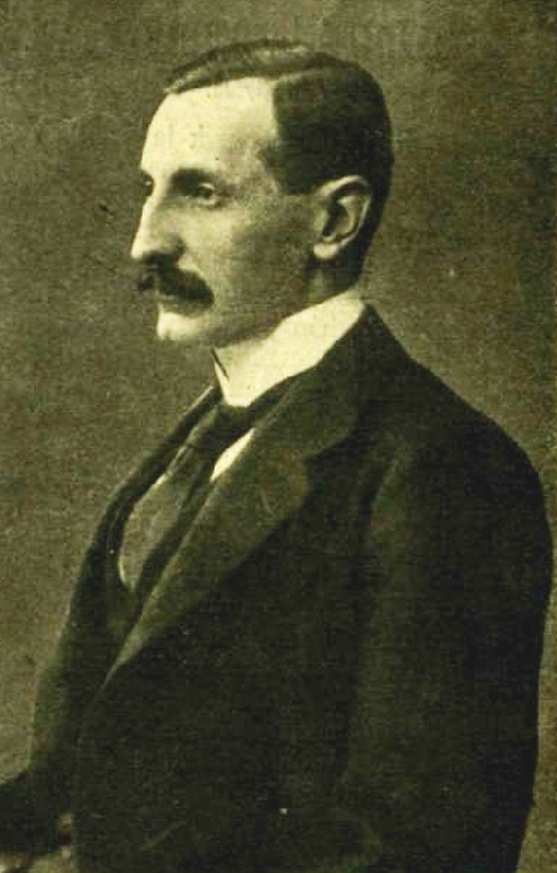
Gábor Ugron, 1917

Gábor Ugron von Ábránfalva der Jüngere (* 8. Januar 1880 in Marosvásárhely, Komitat Maros-Torda; † 27. Oktober 1960 in Bakonybél, Komitat Veszprém) war ein ungarischer Politiker und Innenminister.

## Leben
Ugron entstammte dem ältesten Székler Adelsgeschlecht und besuchte das Piaristengymnasium in Budapest. Nach dem Studium der Rechtswissenschaften in Leipzig, Genf und Budapest, promovierte Ugron 1901, und wurde Stuhlrichter im Komitat Maros-Torda. 1906 wurde er zum Obergespan des Komitats Ugocsa und 1907 des Komitats Maros-Torda und der Königlichen Freistadt Marosvásárhely ernannt. 1910 trat er von seinen Ämtern als Obergespan zurück, und wurde Mitglied in der von Gyula Andrássy geführten Verfassungspartei. Bei der nach dem Tod des Abgeordneten Zoltán Désy stattfindenden Nachwahl im Wahlkreis Marosvásárhely II wurde Ugron am 31. Juli 1915 zum Reichstagsabgeordneten gewählt.
Am 15. Juni 1917 wurde er Innenminister im Kabinett von Ministerpräsident Móric Esterházy und verblieb auch nach dessen Rücktritt im Kabinett von dessen Nachfolger Sándor Wekerle bis 25. Januar 1918 in dieser Position. König Karl IV. ernannte ihn nach seinem Rücktritt zum Geheimen Rat. Nach dem Zerfall der Donaumonarchie organisierte Ugron in Siebenbürgen den Székler Nationalrat, dessen Vorsitzender er wurde. Im Zuge des Einmarschs rumänischer Truppen ins ungarische Siebenbürgen, musste Ugron jedoch nach Budapest fliehen. Im Oktober 1919 wurde er nach Fall der Räterepublik Vorsitzender der neugegründeten Nationaldemokratischen Volkspartei. 1920 wurde er Abgeordneter der Nationalversammlung für den XIV. Budapester Bezirk. 1926 schloss er sich der von Ministerpräsident István Bethlen geführten Einheitspartei an. 